# Wilgenoogbladroller
De wilgenoogbladroller (Epinotia subocellana) is een vlinder uit de familie bladrollers (Tortricidae). De wetenschappelijke naam is voor het eerst geldig gepubliceerd in 1806 door Donovan.
De soort komt voor in Europa.